# Snelgroeier
De snelgroeier is een uitvinding van professor Barabas in de stripreeks Suske en Wiske.
Professor Barabas heeft de ruimtekruiser ontworpen in het verhaal De wolkeneters (1960), aan boord van dit ruimtevaartuig is ook de snelgroeier aanwezig.
Door zaden van vruchten onder de straal van de snelgroeier te plaatsen, groeien deze meteen uit tot een rijpe vrucht. Op deze manier kan veel voedsel worden meegenomen.
Niet alleen zaden worden tot rijpe vruchten omgetoverd, ook andere dingen worden vergroot als ze onder de straal terechtkomen. Dat kan grote gevolgen hebben als iets per ongeluk onder de straal terechtkomt. Dit gebeurt onder andere in De Wolkeneters als Suske per ongeluk een wesp vergroot die op een blad van een appel blijkt te zitten dat ze onder de straal van de snelgroeier laat vallen. Iets soortgelijks gebeurt in De woeste wespen. In dit album laat Wiske per ongeluk een kaartje met sluipwespen onder de straal vallen waardoor deze vergroot werden.
In de verhalen De koperen knullen (1980), De woeste wespen (1987), De macabere macralles (1993), Amber (1998),  De lepe luis (2005), De terugkeer van de lepe luis (2006) en De zwarte tulp (2014) wordt de snelgroeier opnieuw gebruikt.